# Pasivní dům

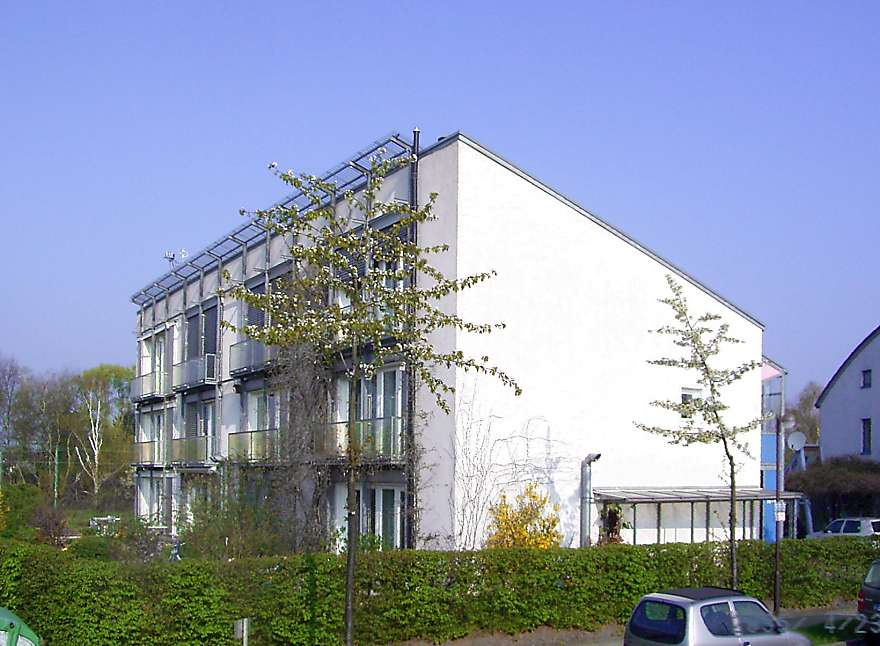
Jeden z prvních pasivních domů postavený v roce 1990 v německém Darmstadtu

Pasivní dům (z německého Passivhaus, v Česku používán i termín  energeticky pasivní dům, česká zkratka PD) je stavba, která splňuje dobrovolná, ale přísná kritéria energetických úspor při provozu domu. Koncepce pasivního domu není architektonický styl nebo stavební systém, ale dílčí kapitola při navrhování a projektování novostaveb nebo rekonstrukcí.
Méně přísná kritéria úspor energií na provoz, která předcházela standardu pasivního domu, platí pro nízkoenergetický dům. Technologiemi zdokonalenou variantou pasivního domu je energeticky nulový dům (ZEB), dům který své energetické potřeby plně saturuje z místních zdrojů, či emisně nulový dům.

## Historie a budoucnost

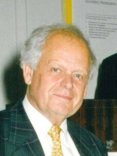
Bo Adamson, koordinátor návrhu PD

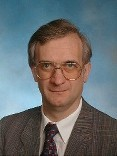
Wolfgang Feist, zakladatel Passivhaus Institut a koordinátor návrhu PD

Vzniku staveb, označovaných dnes jako pasivní domy, předcházela výstavba s koncepcí solárních domů. Domy byly navrhovány s velkými zásobníky tepla (voda, kámen, zdivo), které akumulovalo teplo ze Slunce skrze vodu nebo vzduch. Menší důraz byl kladen na tepelnou ochranu budovy a vhodné větrání.
Takové domy se objevily jako experimenty univerzity MIT v USA poprvé v roce 1939 a další desítkou regulérních staveb především v severní Americe postavených do konce 20. století. Jistou stimulací v USA byla také ropná krize v roce 1973. Tradice solárních domů odkazuje do starověkého Řecka a Číny, kde jsou pro ně vhodné klimatické podmínky.
Za zakladatele výstavby pasivních domů v Rakousku je považován architekt Roland Hagmüller, který dokončil svůj vzorový dům v roce 1985 v Dolním Rakousku. Vycházel ze svých zkušeností ze Švédska a Dánska, kde po studiích pracoval. Zde stojící dům je celodřevěné konstrukce s betonovými základy a neizolovaným proti spodní vodě sklepem. Severní stěna domu je dvojité konstrukce s 24 cm průduchem pro cirkulaci vzduchu mezi sklepem, verandou, půdou a zadní severní stěnou zpět do sklepa. Prosklená veranda je téměř jižním směrem a byla už tehdy zasklena izolačními dvojskly na šikmé střeše skoro 70 procent plochy. Dům je vytápěn dřevem nebo dřevěnými briketami, elektricky podlahovým vytápěním ve dvou koupelnách s WC a dodatečně ještě byl vybaven ústředním topením na plyn a teplou vodu.
Standard pasivního domu vznikl v diskuzi mezi profesorem Bo Adamsonem z Lund University (Švédsko) a Wolfgangem Feistem z Institut für Wohnen und Umwelt (Německo) v roce 1988. Projekt byl následně vyvíjen jako mnoho jiných výzkumných záměrů. Podobnou koncepcí se také zabývali např. Martin Treberspurg a Georg W. Reinberg.
Skutečný návrh a realizaci čtyř řadových domů vytvořili pro soukromé klienty architekti Bott, Ridder a Westemeyer. Byly postaveny v německém městě Darmstadt v roce 1990. Další byly realizovány v roce 1993 ve městě Stuttgart a 1997 v Naumburgu, Hessenu, Wiesbadenu.
Po ověření funkčnosti konceptu pasivního domu byla v roce 1996 založena nadace Passivhaus-Institut pro propagaci a kontrolu standardu pro pasivní domy. Dále byla založena pracovní skupina pro projektování pasivních staveb, vývoj technologií (především oken a větracích systémů).
Koncept byl od roku 1998 financován skrze Evropský projekt CEPHEUS (Cost Efficient Passive Houses as European Standards), který oslovil pět evropských zemí, kde byla provedena výstavba 250 staveb v pasivním standardu. V Rakousku také vznikl národní program klima:aktive v roce 2004, který také propaguje pasivní domy, ve Švýcarsku pak národní standard MINERGIE-P. Osvětovou činnost v České republice zajišťuje cca od roku 2000 Ekologický institut Veronica, přibližně od roku 2005 funguje občanské sdružení Centrum pasivního domu, které mezi roky 2006 a 2008 zaštiťovalo „Síť center pasivního domu“ skrze přednášky, publikace a odborné konference.
Od doby prvních prototypů byly postaveny již tisíce pasivních domů, převážně v německy mluvících zemích a Skandinávii.
V severní Americe byl postaven první pasivní dům v roce 2003 ve státě Illinois, další, již certifikovaný, v Minnesotě v roce 2006.
V České republice byl první pasivní dům postaven v roce 2004 a do roku 2008 jich byly uvedeny do provozu desítky. V roce 2008 byl postaven sériový soubor 13 pasivních domů v obci Koberovy u Turnova.
V roce 2010 EU svou směrnicí EPBD (Energy Performance Building Directive) stanovila požadavek na novostavby od roku 2020 de facto na úroveň pasivního domu, které jsou na výstavbu mírně dražší.

## Požadavky

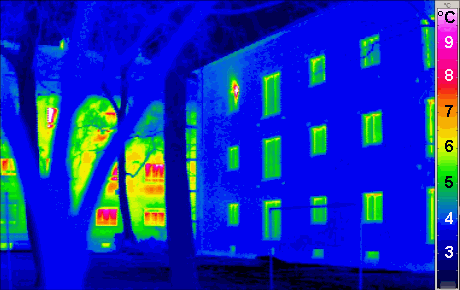
Termovizní snímek, který barevnou škálou zobrazuje vyzařování povrchů stavby pasivního domu (na okraji snímku odpovídající teplotní stupnice); v pozadí za stromy je konvenční stavba s patrnými tepelnými mosty v oblasti oken.

Aby bylo možno navrhnout nebo certifikovat dům jako pasivní, je třeba splnit následující podmínky :
Požadavky uznávané v České republice (a vhodné pro mírný klimatický pás):
- roční potřeba tepla na vytápění: potřeba tepla na vytápění < 15 kWh na m² obytné plochy stavby za rok (EA < 15 kWh/(m².a))
- roční potřeba primární energie: primární energetická potřeba všech energií (efektivita zdrojů při přeměně na teplo, elektřinu) bez rozdílu účelu < 120 kWh na m² obytné plochy stavby za rok (PEA < 120 kWh/(m².a))
- neprůvzdušnost budovy: při snížení tlaku vzduchu v budově o 50 Pa než okolní atmosféry může dojít k infiltraci maximálně 60 % objemu vzduchu celé budovy za 1 hodinu (n50 < 0,6 / hod). U mnohopodlažních budov (panelové domy) se doporučuje až n50 < 0,2 / hod.[17]

Doporučení:
- topný příkon: při nejnižší teplotě v exteriéru (v ČR přibližně -12 °C): Pvytápění, max = 10 W/m²

## Metody výpočtů a požadavky ČSN
Pro modelování chování projektované stavby z hlediska energií se v ČR zpravidla používá:
- národní metodika dle ČSN 73 0540 a ČSN 06 0210, jako výchozí je používaná obálková metoda (online). Ta však příliš nezohledňuje technologie pasivního domu, slouží jako deklarativní výpočet.
- německá detailní metodika pro pasivní domy (původní software Pasivhaus Institut) Passivhaus Projektierungspaket (PHPP) - slouží pro návrh a optimalizaci

Variabilita různých modelů je řádově ± 30 %, proto existuje potřeba jednotné a jednoduché metodiky pro energetickou klasifikaci staveb.
ČSN 73 0540 "Tepelná ochrana budov" v části 2: "Požadavky" zmiňuje od roku 2005 "doporučené hodnoty pro pasivní domy". Ty odpovídají jejich minimálním parametrům potřebných ke splnění požadavků na správnou funkci objektu.
Normou požadované hodnoty z revize roku 2007 zatím dosahují výše odpovídající nízkoenergetickému standardu. Za posledních 20 let (1992-2005) tak došlo k 3× zpřísnění požadavků na tepelný odpor okna a 2×-3× u neprůhledné obálky domu. Z toho lze vyvozovat postupný odklon od nehospodárného energetického provozu staveb postupně k pasivním domům.
| Un, konstrukce                                | do 1964 | 1964 | 1979 | 1992 | 2002 | 2005 | 2007 | 2011 | doporučené hodnoty 2011 | doporučená pro pasivní domy 2011 |
| --------------------------------------------- | ------- | ---- | ---- | ---- | ---- | ---- | ---- | ---- | ----------------------- | -------------------------------- |
| okno (svislé)                                 | —       | 3,7  | 2,28 | 2,35 | 1,8  | 1,7  | 1,7  | 1,5  | 1,2                     | 0,8-0,6                          |
| podlaha (na zemině)                           | 2,1     | 1,09 | 1,09 | 0,6  | 0,38 | 0,38 | 0,38 | 0,25 | 0,25                    | 0,22-0,15                        |
| vnější stěna (těžká)                          | 1,45    | 1,45 | 0,89 | 0,46 | 0,38 | 0,38 | 0,38 | 0,3  | 0,25                    | 0,15-0,10                        |
| střecha (0-45°, těžká)                        | 1,25    | 0,93 | 0,5  | 0,32 | 0,24 | 0,24 | 0,24 | 0,24 | 0,16                    | 0,15-0,10                        |
| U=1/(Ri+R+Re), Ri+Re=0,17, ti/te=20 °C/−15 °C |         |      |      |      |      |      |      |      |                         |                                  |

## Návrh

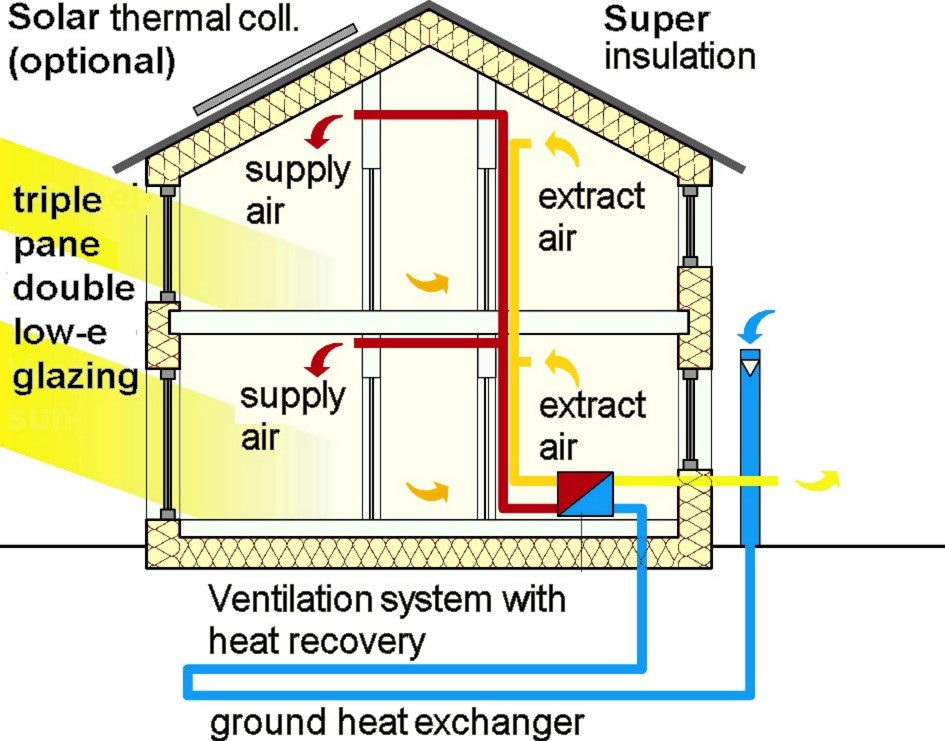
Schéma uplatnění technologií a technik pro návrh nízkoenergetických staveb.

V návrhu domu se samozřejmě uplatňují tradiční stavitelské zkušenosti s výstavbou s důrazem na:
- výhodný poměr a tvar stavby vyjádřený poměrem "ochlazovaný povrchu stavby / obestavěný prostor", neboli "povrch / objem" (výhodný je A/V ~ 0,5-0,8)
- orientace domu na pozemku vůči jihu
- nezastíněná fasáda, případně s využitím listnaté vegetace
- účelná a jednoduchá dispozice: obytné místnosti na jihu, zázemí na severu
- skromnost, úspornost
- využívání místních zdrojů (solární energie, místní les)
- důraz na pasivní opatření namísto strojních zařízení (důsledné stínění a izolace namísto chladicí jednotky)

Jako konstrukční systém se u pasivních rodinných domů uplatňují zpravidla:
- dřevěné konstrukce: jsou znovu obnovenou tradicí, mají vysokou rychlost výstavby, snadnou montáž, výhodnou aplikaci tepelné izolace i mezi dřevěný skelet. Nevýhodu může být zajištění vzduchotěsnosti, tepelné stability, akustické pohody, vlhkosti uvnitř stavby.
  - fošinkové: dřevěné masivy řádově o rozměrech např. 120/60, 160/60
  - vazníkové: lepené, nebo sbíjené příhradové konstrukce z hranolků o rozměrech např. 70/30
- zděné konstrukce: jsou tradiční stavební materiál, řemeslně jednoduché provádění, nevelká únosnost, dostatečná tepelná akumulace. Nevýhodu je velká tloušťka konstrukcí (oddělení nosné a izolační složky zdiva) s přídavnou tepelnou izolací a její komplikovaná montáž.
  - keramické zdivo, pórobetony a pěnobetony: uplatňuje se v síle zdiva do 300 mm, více je zcela nerentabilní, nízká pevnost.
  - vápenopískové zdivo, zdivo z betonových tvárnic: vysoká pevnost, ale velká štíhlost konstrukcí, nutné statické posudky, vyztužování ocelí.
- cihlové konstrukce: jsou novinkou na trhu. První experimentální dům tohoto typu byl postaven z cihelných bloků, které mají výsyp z polystyrenu. Stojí na výstavišti v Českých Budějovicích. Archivováno 22. 8. 2013 na Wayback Machine.

Reference: 

### Tepelná ochrana a stabilita
Protože největší důraz se klade na pasivní opatření, je prvotní důraz dáván na tepelnou ochranu stavby. Nejméně nákladné a konstrukčně nejméně komplikující jsou opatření na neprůsvitné obálce budovy, kde jsou dosahovány nejnižší parametry součinitele prostupu tepla (U=0,09~0,12 [W/m².K]). Takových hodnot lze dosáhnout pouze izolačními materiály s nízkým součinitelem tepelné vodivosti ({\displaystyle \lambda }=0,060~0,035 [W/m.K]):
- průmyslové izolace (skelná vlna, minerální vlna, polystyren)
- přírodní izolace (sláma, celulóza, ovčí vlna, konopí, len)

Důležité je zajistit homogenitu tepelného odporu v každé z vrstev obálky. Nehomogenita způsobuje tepelné mosty (obecně v řádech {\displaystyle \psi }=0,04~0,5 [W/m².K]), označují se podle rozsahu jako bodové a liniové. Typické tepelné mosty starých staveb jsou styk obvodové stěny a podlahy (základový beton), nebo stropu (věnec stropu). Je snahou při navrhování a montáži tepelné mosty eliminovat, potlačit nebo alespoň přerušit jejich přímočarost mezi interiérem a exteriérem.
Důležitou vlastností stavebních konstrukcí je stabilita v letním a zimním období. Přestože přístup není zcela totožný, výrazně k nim přispívá schopnost akumulace, především vnitřních konstrukcí, neboli zabudovaná hmota. Přínosem mohou být zděné konstrukce nebo těžké podlahy.
Nestabilita vnitřní teploty během dne může být i přes 5 °C.
Jednou z nejčastějších chyb při zateplování je podcenění detailů a kvality jejich řešení. V případě obvodových stěn nad nevytápěným technickým podlažím nebo suterénem je vhodné, aby byl vnější zateplovací systém uložen v minimální úrovni 30 mm pod spodním lícem přilehlého stropu. Tato hladina většinou souhlasí s úrovní nadpraží suterénních oken. V případě vytápěných technických podlaží nebo suterénů je vhodné zateplovat až pod úroveň okolního terénu. Současně se mezi zakládací lištou a terénem provede zateplení v rozmezí nejméně o 20 - 30 mm menší, než je vyložení zakládací lišty.
Reference: 

### Výplně otvorů

Řez ukázkovým typem rámu okna pro PD s trojitým zasklením (materiál rámu plast, dřevo).

Zvláštní kapitolou tepelné ochrany budov je průsvitná obálka (okna a dveře). Je nezbytná pro přirozený pobyt osob uvnitř budovy (osvětlení, nezbytný kontakt s okolím domova), zároveň však jsou nejslabším článkem s nejvyšším součinitelem prostupu tepla. V pasivních domech se uplatňují se zvýšeným tepelně izolačním provedení Uw(=Uwindow) < 0,8 [W/m².K]. Konstrukční řešení okna můžeme uvažovat z libovolných materiálů i převážně fixního zasklení:
- dvojskla s vloženými fóliemi
- trojskla
- špaletová okna (zdvojená křídla s dvojskly)

Zároveň se po oknech požadují pasivní solární zisky zvláště v přechodném, případně zimním období. To umožňuje propustnost infračervených spekter slunečního záření; okno by mělo propouštět nejméně g > 50 [%]. V letním období je nutné naopak zabránit přehřívání domu, zejména jižní strany nejlépe pasivním fyzickým opatřením např. markýzou, slunolamem, roletou, fólií, pokovením skla nebo třeba i sezónní vegetací. Aktivní opatření (např. chladicí jednotkou) při letním přehřívání jsou velmi nákladná energeticky, nekomfortní při užívání místností.
Přednostně se upřednostňují okna ve svislé poloze oproti střešním oknům. Ty bývají problémovým místem střech, jejich osazení místem tepelných mostů, zatékání. Trpí problémem rosení, v letním období nadměrnými v zimě malými solární zisky, jsou malá a směřují na nebe namísto do krajiny.
Obdobné tepelně izolační parametry uplatňujeme i na dveřní výplně, optimálně kombinujeme vstup se zádveřím.
Reference: 

### Neprůvzdušnost
Neprůvzdušnost (vzduchotěsnost) je důležitým parametrem pro snížení tepelných ztrát a zajištění funkčnosti nuceného větrání. Konstrukční skladba obálky budovy má celkově zabránit konvekci vzduchu a difuzi vlhkosti z interiéru do exteriéru, ale dlouhodobě umožnit výpar ze stavebních konstrukcí do exteriéru. Konstrukce montovaných dřevěných staveb je na rozdíl od zděných v principu složitější a často je nutno zajišťovat vzduchotěsnost dodatečnými vrstvami a utěsňováním.
Neprůvzdušnost je ověřována experimentálně Blower Door testem, při němž je sledováno množství vzduchu nutného stabilně odčerpávat při snížení a udržení tlaku v budově o 50 Pa nižší než v exteriéru. Prakticky změřené hodnoty v pasivních domech v ČR n50=0,2 ~ 0,6 h−1.
Výpočtově dle ČSN EN 832 je při zvýšení n50=n+1 je roční potřeba na vytápění přibližně Evytápění=m+4kWh/(m².a), což je pro pasivní domy významná hodnota.
Reference: 

### Větrání
Větrání, výměnu vzduchu mezi interiérem a exteriérem, provádíme za účelem obnovy vydýchaného nebo organicky, pachově nebo jinak znečištěného vzduchu za čerstvý. Metody větrání:

- přirozené (okny), kde se s intenzitou počítá dle normy Ie=1 [1/h]. Pro pasivní domy je nevýhodné velkou energetickou ztrátou, neúčelným využitím nadměrného množství směněného vzduchu.
- nucené (mechanicky), obvykle rovnotlakou soustavou vzduchotechniky, tj. množství přiváděného vzduchu je rovno odváděnému. Díky automatizovanému spínání chodu, regulace na počet osob lze větrat pouze v místech a čase potřeby a tím minimalizovat objem vzduchu až na Ie=0,3 [1/h]. V pasivním domě je výhodné spojit úsporné nucené větrání s rekuperací vzduchu a vytápěním (viz kapitola vytápění). V domě bývá umístěna centrální vzduchotechnická jednotka nevelkých rozměrů cca 1 × 1 × 0,4 m z níž vedou hlavní rozvody vzduchu o průměru cca 0,3 m. Návrh rozvodů vzduchotechniky v pasivním domě je zpravidla koncipován v podlaze nebo podhledu stropu takto:
  - přívod jsou vedeny do obytných místností do blízkosti oken
  - odtah především ze sociálních zařízení, koupelny a kuchyně, spínán především při používání
  - cirkulace odtah z chodeb, hal, schodišť opět znovu do přívodu za účelem vyrovnání teplot a kvality vzduchu v domě, případně dohřívání, chlazení vnitřního vzduchu.

### Vytápění a chlazení

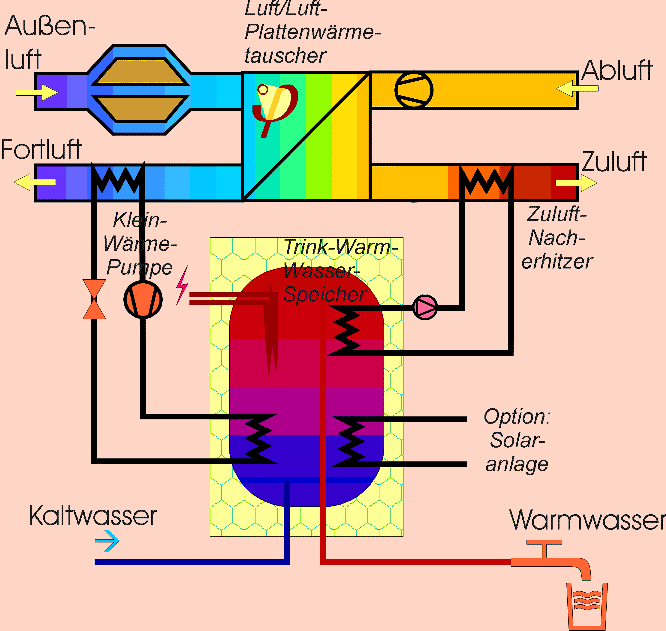
Schéma energetického řešení PD s centrálním zásobníkem tepla a nuceným větráním.

Pokud je množství potřebného tepla rovna nebo menší 10 W/m², nepotřebuje dům zvláštní soustavu na vytápění a stačí k regulaci teploty využívat vzduch. Tento limit je stanoven s ohledem na maximální vhodnou teplotu přiváděného vzduchu 50 °C. Ačkoliv způsob vytápění není pro pasivní domy určen je klasický systém otopných těles nevhodný pro obtížnou regulaci a nadměrnou dimenzi. Podlahové topení nebo otopné žebříky se provádí zpravidla v koupelnách.

#### Solární zisky
Možným zdrojem tepla pro dům je slunce, využitelné:
- pasivně (okna, zimní zahrada) přímým využitím nebo s možností využití odložit akumulací (konstrukce domu, Trombeho stěna)
- aktivně (sluneční absorbéry, ploché nebo vakuové kolektory) ohřátím media (voda, vzduch, jiná kapalina) zpravidla teplo přímo akumulovat do látky s velkou tepelnou kapacitou (zásobník s vodou) k pozdějšímu využití.

V závislosti na ročním období se liší možné využití i množství tepla ze slunce:
| Roční období                    | Dopadající energie   | Využití energie       |
| ------------------------------- | -------------------- | --------------------- |
| léto                            | přebytek(přehřívání) | ohřev vody            |
| přechodné období (jaro, podzim) | dostatek             | ohřev vody, přitápění |
| zima                            | nedostatek           | velmi malé            |

#### Další energetické zdroje
Zdrojem odpadního tepla jsou elektrické spotřebiče, např. umělé osvětlení, domácí a kuchyňské spotřebiče, počítače. Samotní obyvatelé domu produkují nevelké ale nezanedbatelné odpadní teplo, které se započítává do energické bilance.
K snižování náročnosti na zdroje můžeme využívat:
- rekuperaci vzduchu (výměník teplot), zařízení, které je součástí vzduchotechnické jednotky, které je schopno předávat energii mezi vzduchem odpadním z interiéru a přívodním z exteriéru.
- zemní registr (zemní výměník tepla) je trubní systém umístěný mimo objekt v nezámrzné hloubce (1,2 metru a více), který je sezónně využíván k předehřívání nebo k dochlazování vzduchu. Konstrukce jsou dvojího typu:
  - vzduchový (jednosměrný nebo cirkulační), přibližně 4 desítky metrů dlouhý a průměru cca 100-200 mm, kde médiem je vlastní přiváděný vzduch. (Chladicí výkon registru cca 1,5 kW řádově odpovídá solárnímu zisku jednoho nezastíněného jižního okna v létě.)
  - solankový (cirkulační), využívá kapalinu, která má vyšší účinnost než vzduch, s desítky metrů dlouhých trubních rozvodů s malým profilem.

#### Doplňkový zdroj energie
Přestože většinu roku buď teplo k vytápění nepotřebujeme, nebo ho můžeme vykrýt solárními zisky, část zimního období je třeba zaručený zdroj energie:
- elektrický přímotop, nebo akumulace
- elektrické tepelné čerpadlo (vzduch-voda, země-voda). Využívají se pro vytápění i ohřev teplé užitkové vody.[52]
- spalování fosilního paliva (dřevo, plyn)

Reference: 

## Environmentální cíle a energetická strategie

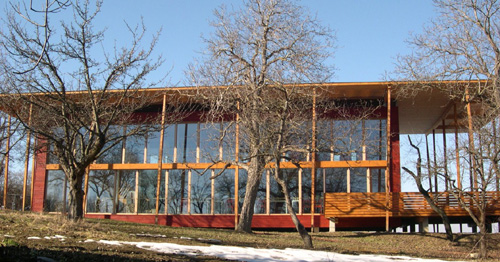
S-House, ekologický pasivní dům postavený v roce 2005 v Böheimkirchen (Dolní Rakousy) ze dřeva a izolovaný slámou (pohled na jižní prosklenou fasádu).

Přestože samotný koncept šetrnosti energií v pasivním domě je také využíván v přírodním stavitelství (ekostavitelství), není výběr materiálu a technologií pro standard pasivního domu ekologicky nijak omezen.
Jedním z možných kvantifikovatelných a celostních přístupů k ekologické výstavbě je "Posuzování životního cyklu" (Life Cycle Assessment) a jeho vliv na jednotlivé složky environmentu. Například v energetickém hodnocení zohledňuje nejen energie při provozu, ale také pro výrobu a likvidaci stavebních materiálů (např. polystyren má velkou výrobní i recyklační zátěž). Proto se upřednostňují přírodní materiály (např. dřevo-nosná konstrukce, sláma-izolace, hlína-omítka, nepálené cihly-akumulace) ale i celé technologie (např. zadržování dešťové vody pro technické potřeby domu, kořenové čistírny odpadních vod, zelená střecha domu jako náhrada za zábor nezastavěného místa stavbou)
Existuje možnost, že se v Evropské unii (EU) stane pasivní dům povinným standardem při výstavbě. To může EU přinést kromě výrazné snížení energetické spotřeby fosilních paliv, zvýšení energetické autonomie a snížení emisí CO2.
Reference: 

## Cenová náročnost, proveditelnost

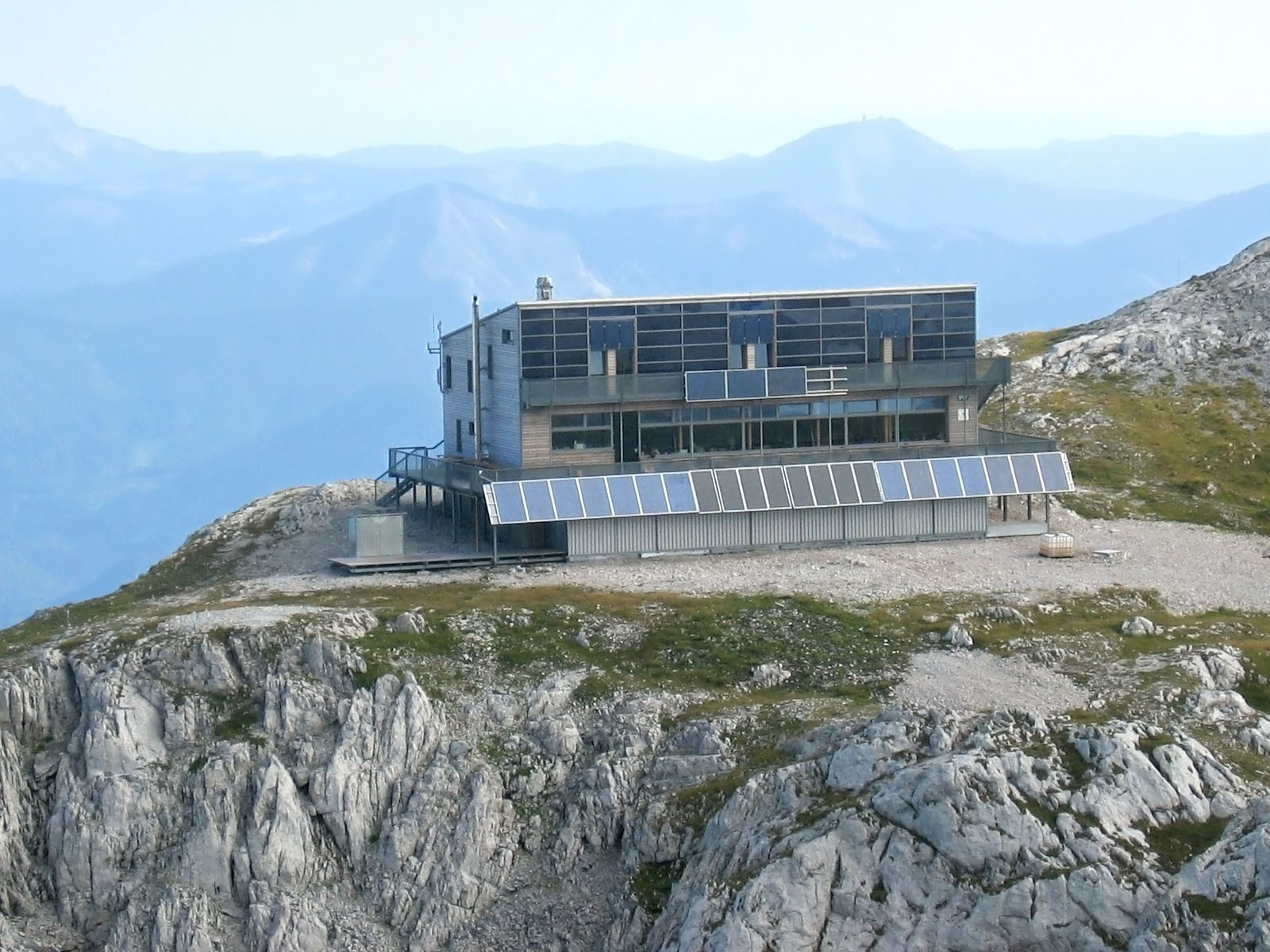
Horská chata Schiestlhaus postavená v roce 2005 v rakouském v Hochschwabu ve výšce 2156 metrů nad mořem na koncepci PD.

Náklady na výstavbu pasivního domu jsou v zahraniční (konec 90. let projekt CEPHEUS) uváděny o 8 %, nebo také 10-15 % vyšší než na běžnou výstavbu. Zvýšení je dáno především novými technologiemi (rekuperační vzduchotechnická jednotka, vzduchotěsnost budovy, zemní výměník) a výrazně vyššími požadavky na řemeslnou preciznost, než jaká je obvyklá v našich podmínkách. Mírné snížení ceny oproti původním stavbám může být dosaženo na přípojkách sítí a technologii ústředního vytápění, použití neotvíravých oken (bez kování). Stejně jako u jiných staveb cena také klesá při provedení souboru sériových budov v jedné lokalitě.
Protože nízkoenergetická a pasivní výstavba u nás započala po roce 2000 dostalo této tematice již dostatečné odborné publikace. Rovněž existují nepočetné stavební firmy i početnější projektanti schopní připravit a provést pasivní stavbu. U dodávky na klíč a dodavatelské realizaci je klíčovou osobou stavební dozor, který zajistí kvalitní provedení stavby, u pasivního domu velmi důležité.
To však nevylučuje možnost nechat si pasivní dům navrhnout a následně postavit svépomocí.
Reference: 